# Hadena acca
Hadena acca là một loài bướm đêm trong họ Noctuidae.